# Acte de rapatriement
Lire en ligne

//books.google.com/books?id=WmASAAAAYAAJ

L'Acte pour encourager les Canadiens des États-Unis, les immigrants européens et les habitants de la Province à se fixer sur les terres incultes de la Couronne voté le 23 février 1875  par le gouvernement de Louis-Charles Boucher de Niverville, est une loi du Dominion du Canada passé le 23 février 1875 afin de rapatrier les canadiens français exilés aux États-Unis depuis plusieurs décennies; et créer de nouvelles colonies d'immigrants dans la province de Québec.